# Piet Ouborg
Pieter (Piet) Ouborg (Dordrecht, 10 maart 1893 - Den Haag, 3 juni 1956) was een Nederlandse kunstschilder.

## Levensloop
Ouborg was tot halverwege de Eerste Wereldoorlog in Nederland leraar. In 1916 ging hij naar Nederlands-Indië waar hij als tekenleraar en onderwijzer werkzaam was. Tijdens een verlof in Nederland in 1923 begon Ouborg, die een autodidact was, te experimenteren met het kubisme en in 1931, toen hij wederom met verlof was, ging hij naar Brussel, waar hij het surrealisme ontdekte. Hij werd sterk beïnvloed door het werk van de Spaanse surrealistische kunstschilder Joan Miró.
Toen hij in 1938 definitief terugkwam in Nederland vestigde hij zich eerst in Haarlem, daarna in Amsterdam en ten slotte in 1939 in Den Haag, waar hij kunstgeschiedenis en tekenen ging onderwijzen. Vincent van Gogh was een groot voorbeeld.
Tijdens de Tweede Wereldoorlog kwam hij in contact met latere leden van Cobra, de kunstschilders Karel Appel en Corneille, maar hij had ook contact met Willem Hussem en Jaap Nanninga.
In 1945 stopte Ouborg met het lesgeven en ging hij zich volledig aan zijn kunstenaarschap wijden. Hij was lid van Pulchri Studio, Vrij Beelden (1947 - 1955) en de Liga Nieuw Beelden (1955 - 1956).
In 1947 stelde hij zijn werk tentoon met de groep Experimentelen in de Haagse Kunstkring. Met zijn werk sloot Ouborg aan bij Cobra, maar hij wilde van die beweging geen lid zijn. In de jaren 50 behoorde hij wel tot de werkgroep De Nieuwe Ploeg in Voorburg. In 1950 kreeg hij voor zijn tekening Vader en zoon - niet onomstreden - de Jacob Marisprijs voor de Tekenkunst.

## Schilderstijl
Het werk van Piet Ouborg wordt gerekend tot de kunststroming de Nieuwe Haagse School.

## Musea
Werk van Ouborg is opgenomen in de collectie van het:
- Kunstmuseum Den Haag
- Dordrechts Museum in Dordrecht
- Stedelijk Museum in Amsterdam
- Van Abbemuseum in Eindhoven
- Groninger Museum in Groningen
- Museum Boijmans Van Beuningen in Rotterdam
- Stedelijk Museum Schiedam in Schiedam
- Wereldmuseum in Amsterdam

## Tentoonstellingen
- 2009/2010 Cobra museum, Amstelveen

## Schilderijen
- Masker, 1937
- Blauw ovaal, 1947
- Schutter, 1950

## Publicaties over de kunstenaar
- Koos van Brakel, Michiel Morel, Michael Gibbs et al. Het masker als intermediair = The mask as an intermediary : Piet Ouborg, Wimo Ambalah Bayang, Terra Bajraghosa, Eko Nugroho, in: Heden, Den Haag 2008 p. 18-19.

## Ouborgprijs
De waardering voor het werk van Ouborg kreeg in 1990 een bekroning met de instelling van de Ouborgprijs, de prijs van de stad Den Haag voor Haagse kunstenaars van lokale en nationale betekenis. De prijs wordt jaarlijks uitgereikt (vanaf 1997 tweejaarlijks).
- Bibliothèque nationale de France: cb133287173 (data)
- Biografisch Portaal: 14024261
- Gemeinsame Normdatei: 119039966
- International Standard Name Identifier: 0000 0000 8332 2267
- Library of Congress Control Number: nr92013462
- Nederlandse Thesaurus van Auteursnamen: 070876371
- RKD-Nederlands Instituut voor Kunstgeschiedenis: 61172
- SNAC: w6hx4jm0
- Système universitaire de documentation: 16532077X
- Union List of Artist Names: 500021407
- Virtual International Authority File: 118468669